# Broadfield
Broadfield är en ort i Storbritannien.   Den ligger i grevskapet West Sussex och riksdelen England, i den södra delen av landet, 50 km söder om huvudstaden London. Broadfield ligger 92 meter över havet och antalet invånare är 13 000.
Terrängen runt Broadfield är platt. Runt Broadfield är det tätbefolkat, med 383 invånare per kvadratkilometer. Närmaste större samhälle är Crawley, 2,4 km nordost om Broadfield. I omgivningarna runt Broadfield växer i huvudsak blandskog.